# Zosterop petit de Lifou
El zosterop petit de Lifou (Zosterops minutus) és un ocell de la família dels zosteròpids (Zosteropidae).

## Hàbitat i distribució
Habita boscos, vegetació secundària, matolls i terres de conreu de l'illa de Lifou, a les illes de la Lleialtat.